# Loi sur les bibliothèques publiques de 1850
La loi sur les bibliothèques publiques de 1850 (Public Libraries Act 1850) est un texte de loi édicté par le Parlement du Royaume-Uni afin de favoriser le développement des bibliothèques municipales dans le pays.
Le texte incite les municipalités de plus de 10 000 habitants à établir des bibliothèques financées par les taxes locales. La première bibliothèque créée à la suite de cette loi est la Manchester Free Library (en) dirigée par Edward Edwards, mais le texte n'est qu'incitatif et rencontre un succès limité. Un amendement est voté afin de corriger les défauts de la première mouture du texte, qui étend le périmètre aux communes de 5 000 habitants et augmente la taxe potentielle, d'un demi penny à un penny. 
Le mouvement prend réellement son ampleur à partir des années 1880 avec la création de la Library association en 1877 et l'apport financier de mécènes tel que Andrew Carnegie. On dénombre en effet 98 villes ayant appliqué la loi en 1879, puis 194 en 1889 et 393 dix ans plus tard. 
Cette loi a été commémorée en 2000 par la frappe d'une pièce de 50 pence. 